# 朱伊特 (伊利諾伊州)
朱伊特（英語：Jewett）是位於美國伊利諾伊州坎伯蘭縣的一個村落。

## 地理
朱伊特的座標為39°12′30″N 88°14′43″W / 39.20833°N 88.24528°W，而該地最高點為海拔高度178米（即584英尺）。

## 人口
根據2010年美國人口普查的數據，朱伊特的面積為2.60平方千米，當中陸地面積為2.60平方千米，而水域面積為0.00平方千米。當地共有人口223人，而人口密度為每平方千米85人。